# Franciaország elnöke
A Francia Köztársaság elnöke (franciául Président de la République française) a Francia Köztársaság államfője, a francia végrehajtó hatalom feje. Az elnök funkciója, hatalmi jogkörei és feladatai, valamint a miniszterelnökhöz való viszonya változó volt az egymást követő francia alkotmányokban.
Az elnök Franciaországban hivatalánál fogva egyben Andorra társhercege, a Francia Köztársaság Becsületrendjének és a Francia Köztársaság Nemzeti Érdemrendjének nagymestere és a római lateráni bazilika proto-kanonokja.
A jelenlegi elnök Emmanuel Macron, aki 2017. május 14-én foglalta el hivatalát öt évre, majd a 2022-es franciaországi elnökválasztás alkalmával is ő került ki győztesen, megkezdve utolsó ciklusát.

## Választása
Az 1962-es francia elnökválasztási népszavazás óta az elnököt közvetlenül választják a francia szavazók, az általános választójog alapján. Korábban elektori testület választotta.
A 2000-es népszavazás a francia elnök mandátumának csökkentéséről a korábbi hét évről ötre rövidítette az elnöki terminust. Az új szabály szerinti első választást 2002-ben tartották. Ekkor a korábban hét évig kormányzó Chiracot újraválasztották, de már csak öt évre. Ebben az időben még nem volt olyan korlátozás, hogy egy személy hányszor lehet elnök. Chirac harmadszor is indulhatott volna, de másképpen döntött. Utódja Nicolas Sarkozy lett 2007. május 16-án.
A 2008. július 23-ai alkotmánytörvény újabb változást hozott. Azóta egy személy nem tölthet kettőnél több elnöki ciklust. Erre nem is volt példa. Két teljes ciklust is csak két elnök töltött ki: François Mitterrand és Jacques Chirac. Az előbbi 14 évig volt elnök.
Az elnökjelöltté válásnak számos feltétele van. A jelöléshez meg kell szerezni 500 választott hivatalnok – többnyire polgármesterek – jelölését (informálisan: parrainages). Ezeknek a hivatalnokoknak legalább 30 megyéből (département-ból) vagy tengerentúli területről (DOM/ROM) kell kikerülniük, és nem jöhet tíz százalékuknál több egyetlen megyéből vagy területről.
Az is feltétel, hogy egy hivatalnok csak egy jelöltet támogathat. Összesen 45 543 számba jöhető ilyen hivatalnok van, köztük 33 872 polgármester. A tévében tilos reklámozni a jelölteket, de minden jelölt hivatalos műsoridőt kap a köztévében. A választási és pártfinanszírozást egy független ügynökség felügyeli.
A francia elnökválasztás kétfordulós rendszerben zajlik, ami biztosítja, hogy az elnököt mindig abszolút többség választja meg. Ha az első fordulóban egyik jelölt sem szerzi meg a szavazatok több, mint felét, a két legjobb eredményt elérő jelölt kerül a második fordulóba. A megválasztott elnök ünnepélyes beiktatási eseményen (franciául passation des pouvoirs) veszi át a hivatalt elődjétől.

## Az elnök hatalma
Az Ötödik Köztársaság félelnöki rendszer. Sok más európai elnöktől eltérően a francia elnöknek jelentős hatalma van. Habár a napi ügyeket a miniszterelnök, a kormány és a parlament intézi, de az elnöknek jelentős a befolyása és a tekintélye, különösen nemzetbiztonsági és külpolitikai ügyekben. Az elnöké a legrangosabb pozíció Franciaországban. 
Legfontosabb hatalma, hogy ő választja ki a miniszterelnököt. Mivel azonban a miniszterelnök elbocsátásának joga a nemzetgyűlésé, olyan miniszterelnököt kell kineveznie, aki többséget képes biztosítani a nemzetgyűlésben.
Ha a nemzetgyűlés többsége az elnökkel ellentétes politikai véleményeket vall, ezt a helyzetet kohabitációnak nevezik. Ebben az esetben az elnök hatalma megfogyatkozik, mivel a de facto hatalmat nem ő maga birtokolja közvetlenül, hanem azt az őt támogató miniszterelnökön és nemzetgyűlésen keresztül gyakorolja. Ha mögöttük áll a nemzetgyűlési többség, az elnök gyakorlatilag dirigálhatja a kormánypolitikát. Ilyen helyzetben a miniszterelnök személye gyakorlatilag az ő személyes választása, és le is cserélheti, ha a kormány népszerűtlenné válik. Ezt az eszközt François Mitterrand, Jacques Chirac és François Hollande is használta.
2002 óta az elnök és a nemzetgyűlés mandátuma is 5 év, és a megválasztásuk is időben közel áll egymáshoz. Ez jelentősen csökkentette a kohabitáció esélyét.
Az elnök néhány jogköre:
- Kihirdeti a törvényeket.
- Vétójogai nagyon korlátozottak. Egy törvényt csak egyszer küldhet vissza a parlamentnek újramegfontolásra.
- Egy törvényt a kihirdetést megelőzően elküldhet megvizsgálásra az Alkotmánytanácsnak, amely az alkotmány betartása felett őrködik.
- Feloszlathatja a nemzetgyűlést.
- Szerződésekről vagy bizonyos fajta törvényekről népszavazást írhat ki bizonyos feltételek mellett (mint a miniszterelnök vagy a parlament egyetértése).
- Ő a Francia Fegyveres Erők főparancsnoka.
- Elrendelheti a nukleáris fegyverek használatát.
- Kinevezheti a miniszterelnököt, de nem mozdíthatja el. A minisztereket ki is nevezheti és el is mozdíthatja, a miniszterelnök egyetértésével.
- A legtöbb fontos hivatalnokot ő nevezi ki (a kabinet egyetértésével).
- Kinevezi az Alkotmánytanács egyes tagjait.
- Fogadja a külföldi nagyköveteket.
- Megkegyelmezhet az elítélt bűnözőknek, de nem adhat amnesztiát. Csökkentheti vagy meg is semmisítheti a bűnügyekben kiszabott büntetéseket. Ennek a jogkörnek fontos szerepe volt, amikor Franciaországban még kiszabható volt halálbüntetés. A halálra ítéltek az elnökhöz folyamodtak, hogy ítéletüket változtassa életfogytiglani börtönbüntetésre.
- Az Alkotmány 19. cikkelye szerint az elnök legtöbb döntését ellenjegyeznie kell a miniszterelnöknek is, kivéve például a nemzetgyűlés feloszlatását vagy a miniszterelnök kiválasztását.

## Az elnöki amnesztiák
Létezik egy hagyomány az „elnöki amnesztiákra”, amelynek a neve nem takarja pontosan a valódi tartalmát. Miután megválasztották az elnököt, majd az új nemzetgyűlést, hagyományosan hoznak egy törvényt, amely amnesztiát ad bizonyos kisebb bűnökre. Ez a gyakorlat egyre keményebb kritikákat kap, különösen mert azt gondolják róla, hogy a közlekedési szabályok megsértésére indítanak sok embert a választásokat megelőző hónapokban. Ezek az amnesztiatörvények felhatalmazhatják az elnököt arra is, hogy bizonyos feltételek mellett és bizonyos fajta bűnügyek esetén egyéneknek adjanak amnesztiát. Ez utóbbit azzal kritizálják, hogy alkalmat termet a politikai patronázsra. Az amnesztiatörvények melletti érv, hogy segítenek csökkenteni a börtönök túlzsúfoltságát.
Az amnesztia és az elnöki kegyelem között az a különbség, hogy az első az ítélet minden utólagos következményét megszünteti, mintha a bűnt el se követték volna, az elnöki kegyelem viszont csak a hátralévő büntetés egy részétől mentesíti az egyént.

## Büntetőjogi felelőssége és felelősségre vonása
Az elnök büntetőjogi felelősségéről az alkotmány 67-es és 68-as cikkelye rendelkezik. A 2007-es alkotmánytörvény ezeken változtatott, hogy tisztázzon olyan pontokat, amelyek korábban jogvitákat eredményeztek.
Hivatali ideje alatt az elnök immunitást élvez: nem idézhetik meg tanúnak, nem vádolhatják meg, stb. Az elévülést vele szemben azonban felfüggesztik hivatali idejére, és legkésőbb egy hónappal hivatalából való távozása után megindulhatnak ellene az eljárások.
Az elnök nem visel személyes felelősséget elnöki minőségben végrehajtott tetteiért, kivéve ha a Nemzetközi Büntetőbíróság elé idézik, vagy ha felelősségre vonási eljárás indul ellene.
A felelősségre vonást a Köztársasági Felsőbíróság kezdeményezheti, amely a parlament két házából áll fel, ha az elnök nem látta el úgy a feladatait, hogy kitölthesse ciklusát.

## Utódlása
Ha a köztársasági elnök meghal, lemond vagy elmozdítják, a szenátus elnöke veszi át ideiglenesen a helyét. Alain Poher volt az egyetlen, aki kétszer is volt ügyvezető köztársasági elnök: először 1969-ben, miután Charles de Gaulle lemondott, majd 1974-ben, Georges Pompidou halálakor. Ilyen esetekben a szenátusi elnökség nem összeférhetetlen a köztársasági elnöki poszttal, és nem kell lemondani róla, hiszen az illető nem megválasztott, hanem ügyvezető köztársasági elnök. Poher felkerült a korábbi elnökök listájára, bár csak ügyvezető volt, és szerepel az elnökök listáján is a hivatalos köztársasági elnöki honlapon. Ezt a megtiszteltetést a Harmadik Köztársaság ügyvezető elnökei nem kapták meg.
Az elnökválasztás első fordulóját a hivatalban lévő elnök mandátumának lejárta előtt legalább 20 nappal, illetve utána nem több, mint 35 nappal kell megrendezni. Mivel az első és a második forduló között 15 nap van, elnökváltáskor a szenátusi elnök legfeljebb 50 napig lehet ügyvezető elnök. Ebben az átmeneti időszakban az ügyvivő elnök nem oszlathatja fel a nemzetgyűlést, nem írhat ki népszavazást és nem kezdeményezhet alkotmánymódosítást.
Ha a szenátusnak épp nincs elnöke, a köztársasági elnöki jogköröket a Gouvernement, azaz a kabinet gyakorolja. Egyes alkotmányjogászok értelmezése szerint ez a miniszterelnököt jelenti, és ha ő akadályoztatva van, a minisztereket, a kinevezési lista sorrendjében. Ilyen nem valószínű, hogy előfordul, hiszen ha a szenátus elnöke nem tudja betölteni feladatait, rendesen a szenátus új elnököt választ, aki aztán ügyvezető köztársasági elnök lehet.
A Harmadik Köztársaság idején a minisztertanács elnöke gyakorolta a köztársasági elnöki jogokat, ha az utóbbi poszt megürült. Az alkotmány 7. cikkelye szerint, ha a köztársasági elnöki poszt bármi okból megürül, vagy az elnök képtelen gyakorolni, a Gouvernement felkérésére az alkotmánytanács úgy dönthet, többségi szavazással, hogy az elnöki posztot ideiglenesen a szenátus elnöke vegye át. Ha az alkotmánytanács úgy ítéli meg, hogy az elnök kormányzásképtelensége állandó, ugyanazt az eljárást alkalmazzák, mint lemondás esetén.
Ha az elnök nem tud részt venni az üléseken, köztük a minisztertanács ülésein, a 21. cikkely szerint felkérheti helyettesítésére a miniszterelnököt. Ezt a cikkelyt külföldi utazás, betegség, műtét esetén szokták alkalmazni.
A Második Köztársaság idején alelnöki poszt is volt. Az egyetlen, aki ezt betöltötte, Henri Georges Boulay de la Meurthe volt.

## Fizetése és rezidenciái
Alapfizetése a francia közigazgatás magas rangú tagjainak fizetési fokozataihoz kötött, emellett egyéb juttatásokat is kap. Mindez ugyanaz, mint amit a miniszterelnök kap, és 50 százalékkal több, mint amit a kormány egyéb tagjai. A 2009-es fizetési fokozatokat figyelembe véve bruttó havi 21 131 eurót kap.
- az Hôtel de Marigny, az Élysée-palota közelében, ahol a hivatalos külföldi vendégeket szállásolják el;
- a Château de Rambouillet rendesen nyitva áll a látogatók előtt, kivéve a ritka hivatalos rendezvények idején;
- a Domaine National de Marly általában szintén látogatható;
- a Fort de Brégançon, Dél-Franciaországban, 2013-ig az elnök hivatalos nyaralóhelye volt. Azóta megnyitották a látogatók előtt. Az elnöknek továbbra is rendelkezésére áll a hivatalos lakosztály, de csak ritkán használja. Később a La Lanterne lett a hivatalos elnöki nyaraló.

## Még életben levő korábbi elnökök
A korábbi elnökök közül ketten élnek még:  Nicolas Sarkozy (1955) és François Hollande (1954).

## Fordítás
Ez a szócikk részben vagy egészben  a   President of France című angol Wikipédia-szócikk ezen változatának fordításán alapul.  Az eredeti cikk szerkesztőit annak laptörténete sorolja fel. Ez a jelzés csupán a megfogalmazás eredetét és a szerzői jogokat jelzi, nem szolgál a cikkben szereplő információk forrásmegjelöléseként.